# 寺崎白壁塚古墳
寺崎白壁塚古墳（てらさきしらかべづかこふん）は、奈良県高市郡高取町寺崎にある古墳。形状は方墳。与楽古墳群を構成する古墳の1つ。国の史跡に指定されている（史跡「与楽古墳群」のうち）。

## 概要
| 古墳名           | 形状 | 埋葬施設         | 築造時期    |
| ---------------- | ---- | ---------------- | ----------- |
| 与楽鑵子塚古墳   | 円墳 | 片袖式横穴式石室 | 6c後半      |
| 与楽カンジョ古墳 | 方墳 | 両袖式横穴式石室 | 6c末-7c前半 |
| 寺崎白壁塚古墳   | 方墳 | 横口式石槨       | 7c中葉      |

奈良盆地南縁、貝吹山丘陵から南に延びる尾根の南斜面に山寄せで築造された古墳である。丘陵尾根上では寺崎白壁塚古墳・与楽鑵子塚古墳・与楽カンジョ古墳が北から南に並び、周辺丘陵には約100基の古墳が分布する。1996-2002年度（平成8-14年度）に発掘調査が実施されている。
古墳の兆域は最大で東西約90メートル・南北約60メートルにおよぶと見られ、東西約60メートル・南北約40メートルの平坦地を造成したうえで墳丘が築造されている。墳形は方台形で（八角形の可能性も指摘される）、南辺35メートル・北辺20メートル・南北28メートル・高さ9メートルを測る。墳丘は2段築成。墳丘の北側背面には幅6メートル・深さ2メートルの掘割が巡らされ、南側前面には東西15メートル・南北10メートルの2段のテラスを有する。墳丘前面に2段のテラス状方形壇を付す墳丘形態は、段ノ塚古墳（奈良県桜井市、舒明天皇陵）に代表される、終末期古墳に特徴的な段ノ塚式として注目される。埋葬施設は横口式石槨で、南方向に開口する。石槨内は盗掘に遭っており、調査では鉄釘・ミニチュア炊飯具（鍋・竈）・土師器平底甕などのみが検出されている。
築造時期は、古墳時代終末期の7世紀中葉（TK217型式期）頃と推定される。与楽鑵子塚古墳・与楽カンジョ古墳・寺崎白壁塚古墳の3基は一帯の古墳群の首長墓であり、ミニチュア炊飯土器の出土（鑵子塚・カンジョ・白壁塚）・ドーム状石室（鑵子塚・カンジョ）の点で渡来系氏族の墳墓群と想定され、特に被葬者としては東漢氏一族とする説が挙げられている。
古墳域は2013年（平成25年）に国の史跡に指定されている。現在では史跡整備のうえで公開されているが、石槨内への立ち入りは制限されている。なお、本古墳の下方南斜面上には、横穴式石室墳の白壁山2号墳が所在する。

## 遺跡歴
- 10-11世紀頃、墳丘北側の掘割の再掘削[2]。
- 12世紀後半、石槨前室の中世墓としての再利用[2]。
- 14世紀前半頃、貝吹山城の付属施設として機能か（掘割再掘削、土釜や関連遺構の検出）[2]。
- 1893年（明治26年）完了の『大和古墳墓取調書』第470号に報告。
- 1987年（昭和62年）、奈良県立橿原考古学研究所による貝吹山丘陵の踏査で注目。
- 1996-2002年度（平成8-14年度）、範囲確認調査：第1-6次調査（高取町教育委員会、2006年に報告書刊行）[2]。
- 2002年（平成14年）3月29日、高取町指定史跡に指定。
- 2013年（平成25年）3月27日、与楽鑵子塚古墳・寺崎白壁塚古墳と合わせて「与楽古墳群」として国の史跡に指定[1]。

## 埋葬施設

石槨俯瞰図

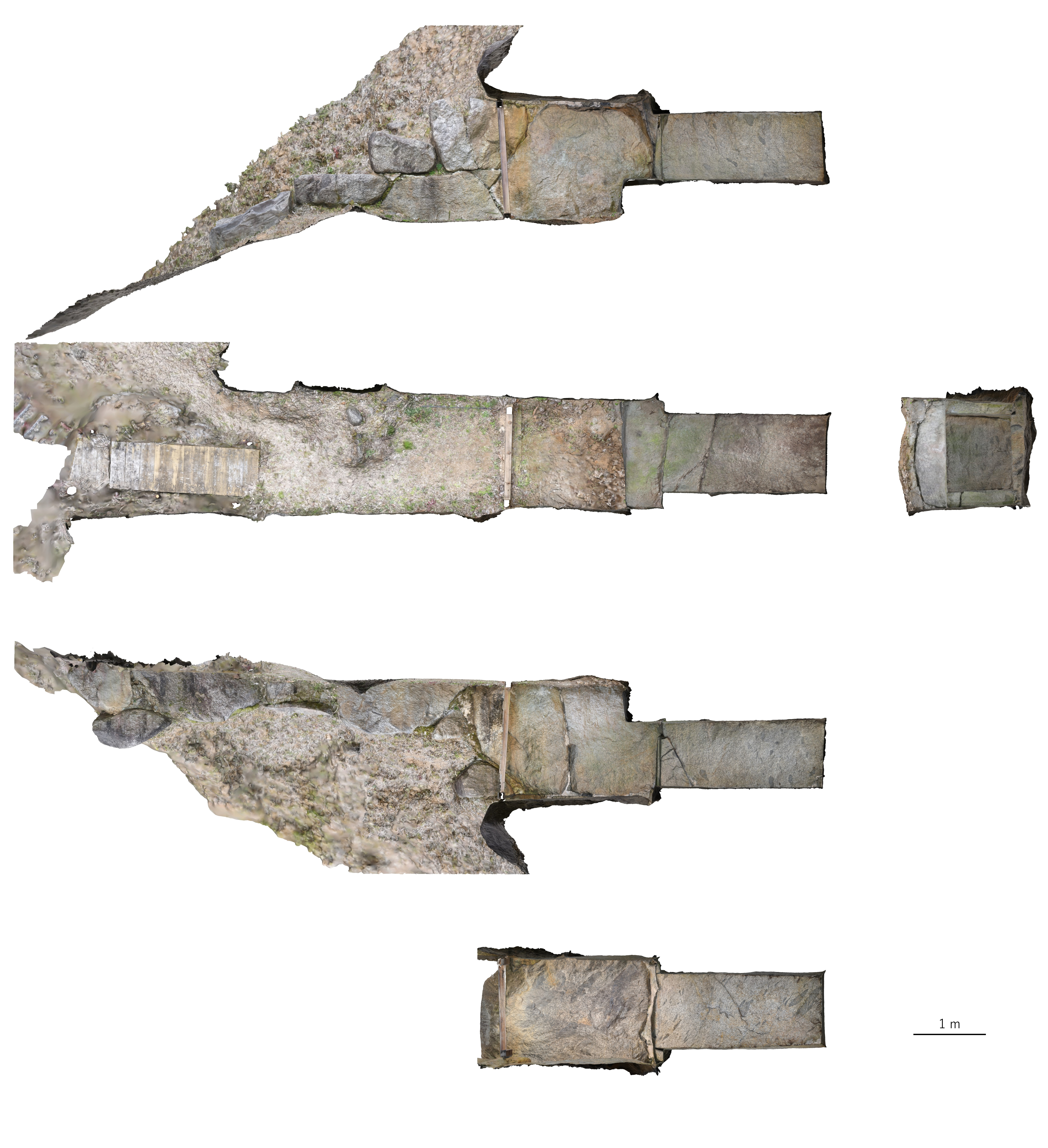
石槨展開図

埋葬施設としては、横口式石槨が構築されており、南方向に開口する。石槨部の前面に前室・羨道が接続する構造である。石槨の規模は次の通り。
- 石槨全長：10.9メートル
- 石槨部：長さ2.2メートル、幅1.1メートル、高さ0.9メートル
- 前室：長さ4.3メートル、幅1.5メートル、高さ1.5メートル
- 羨道：長さ4.3メートル、幅1.8メートル

石槨の石材は閃緑岩で、切石を組み合わせて構築される。石槨部は各面巨石1枚ずつを組み合わせ、隙間には漆喰を充填する。前面には扉石のはめ込むための刳り込みが認められるが、扉石自体は失われている。
石槨内部は盗掘に遭っており、副葬品のほとんどは失われている。調査では、ミニチュア炊飯具の鍋・竈のほか、鉄釘・土師器平底甕（底部穿孔）などのみが出土している。また前室からは12世紀後半頃の瓦器埦・土師皿が出土している。
石槨の形態は巨勢山323号墳（御所市）・猪ノ子古墳（広島県福山市）と酷似しており、関係性が指摘される。

参考：巨勢山323号墳石槨
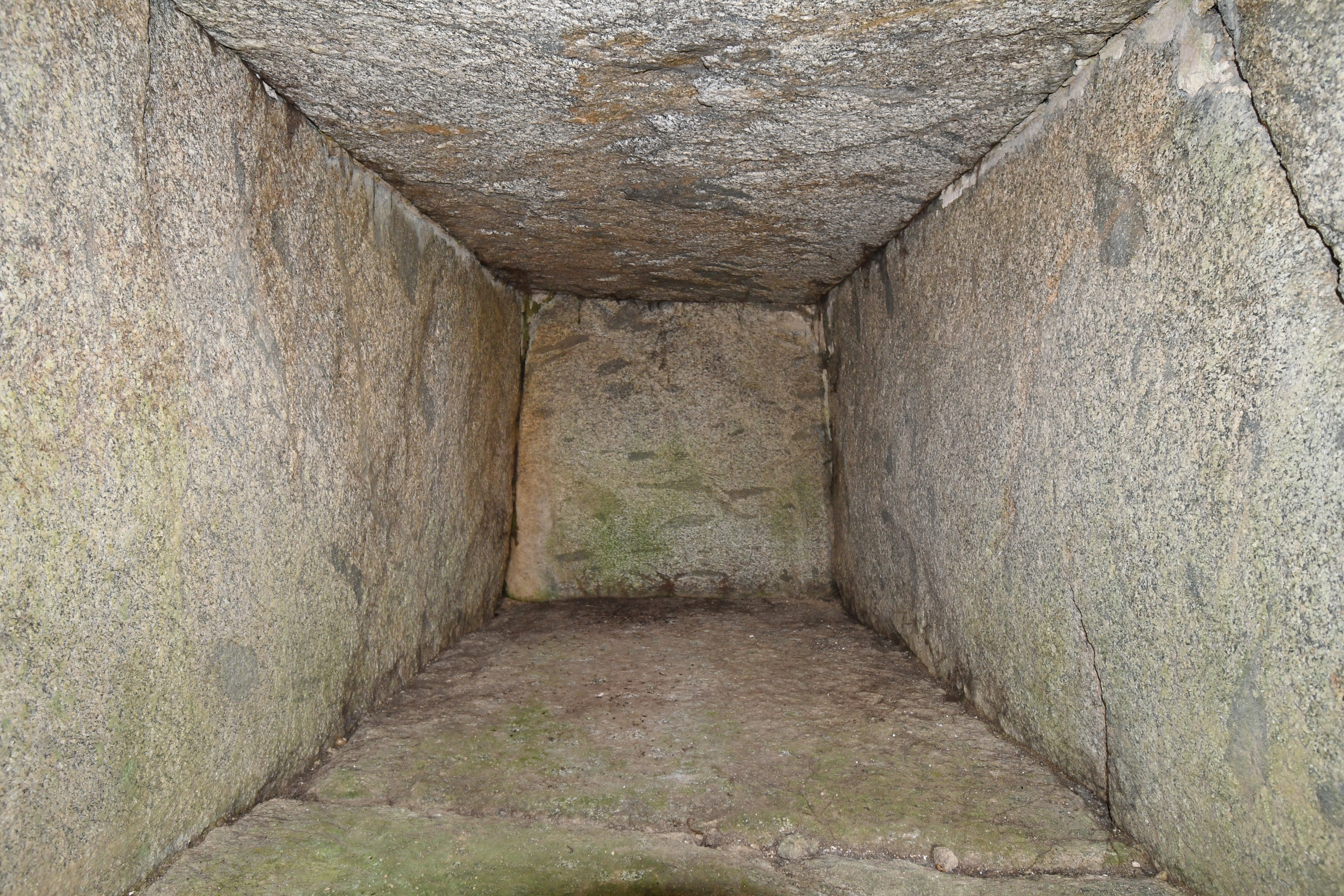
石槨部（奥壁方向）
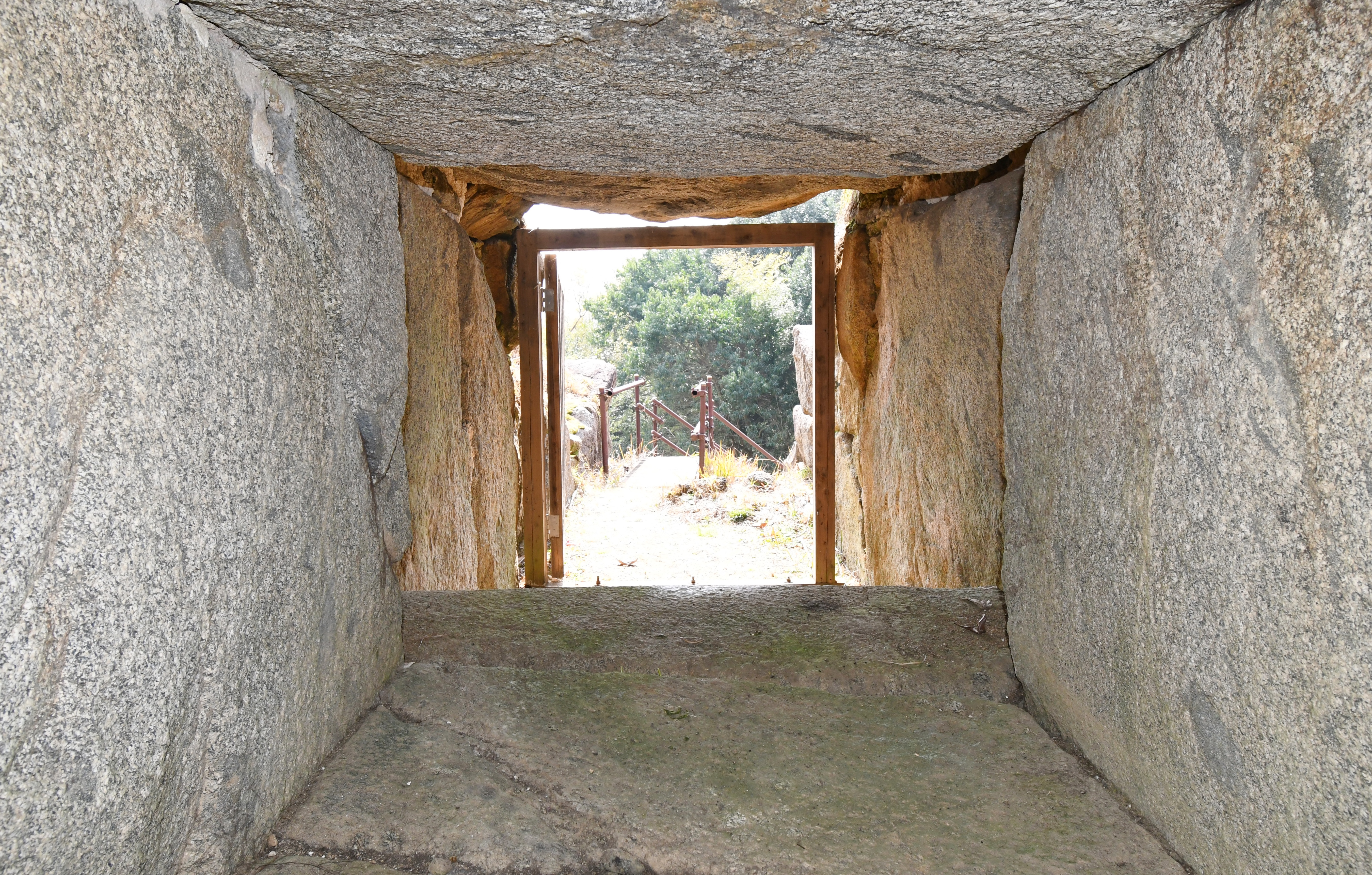
石槨部（開口部方向）
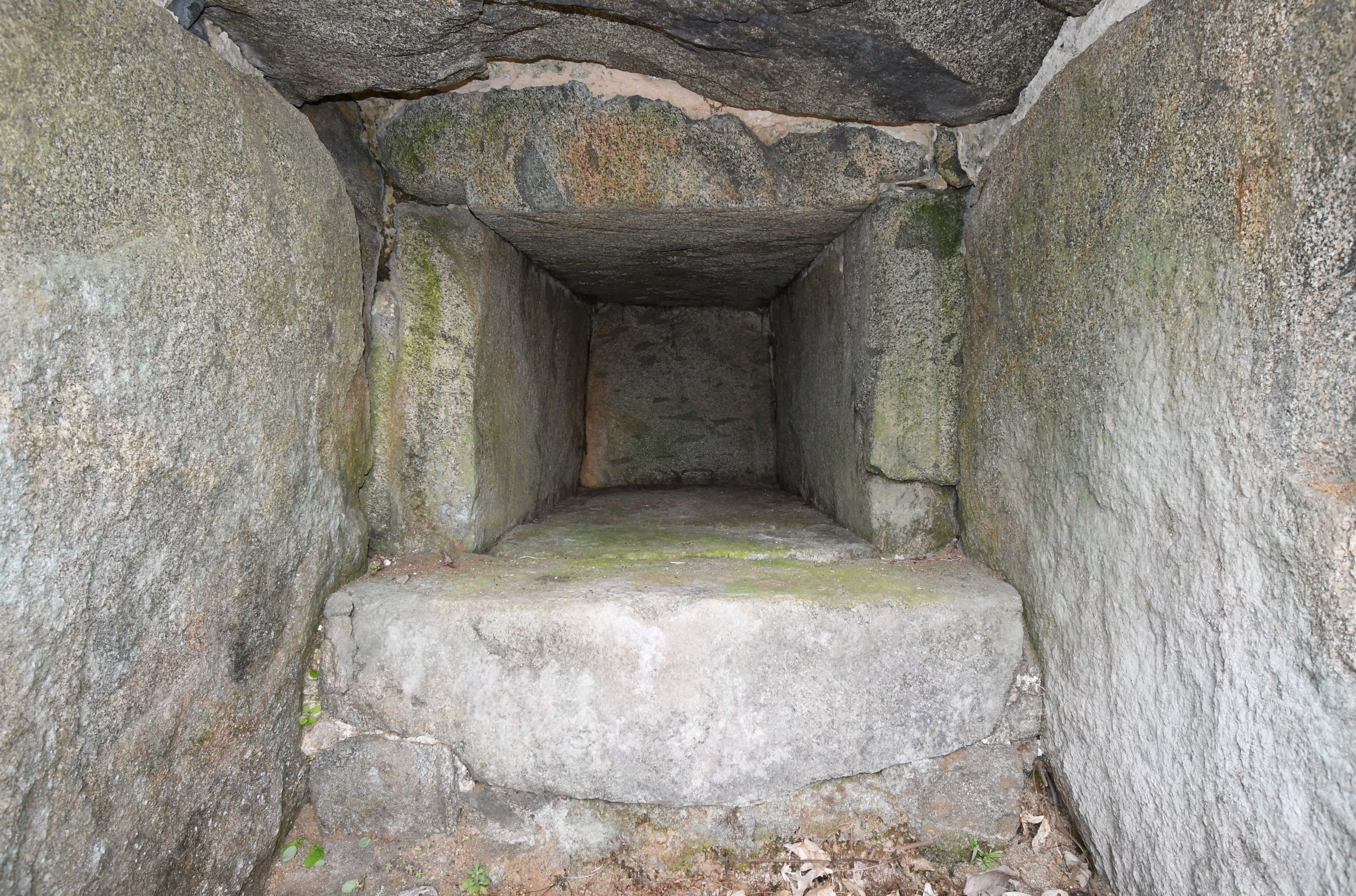
石槨部前面
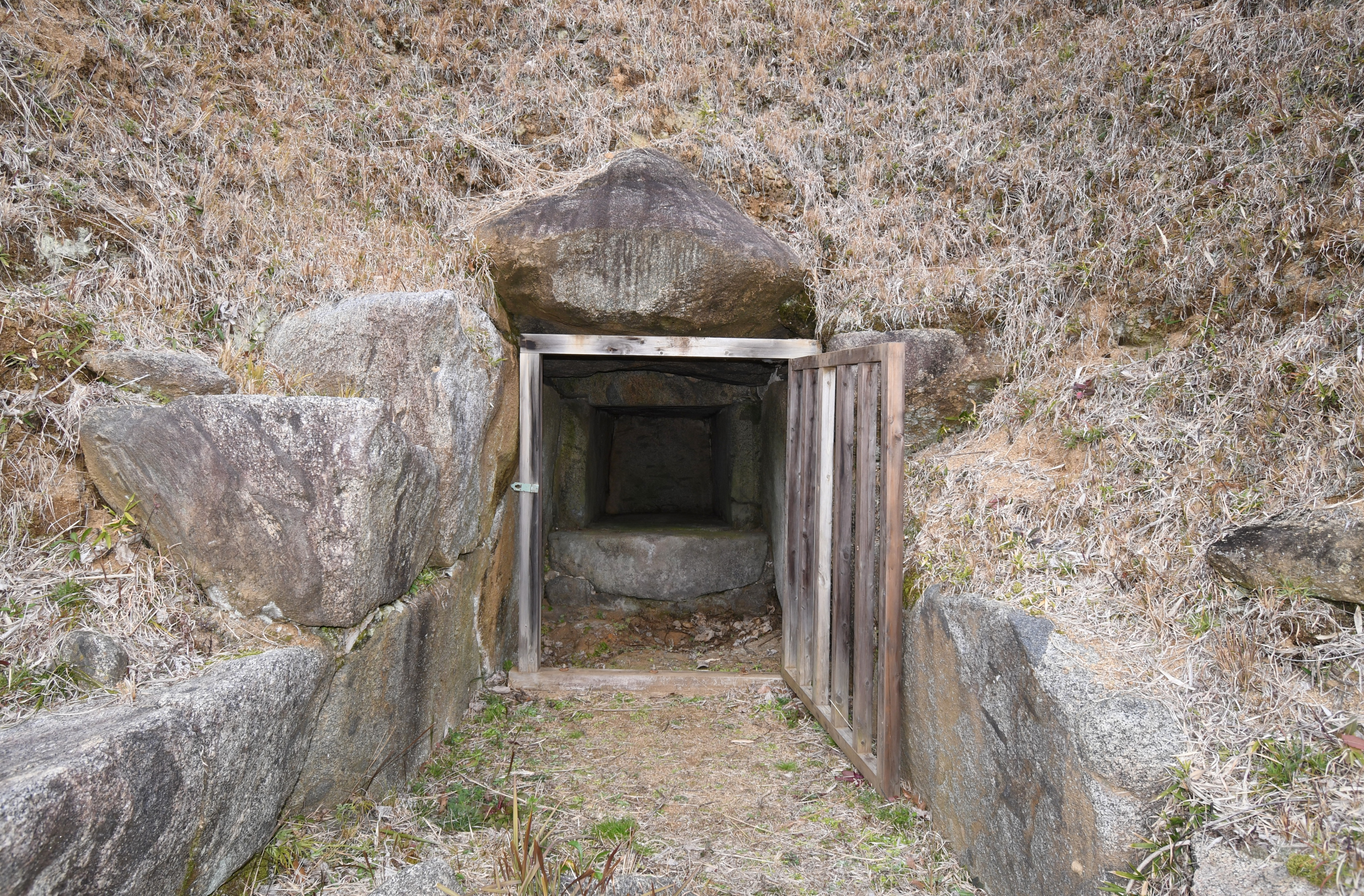
開口部
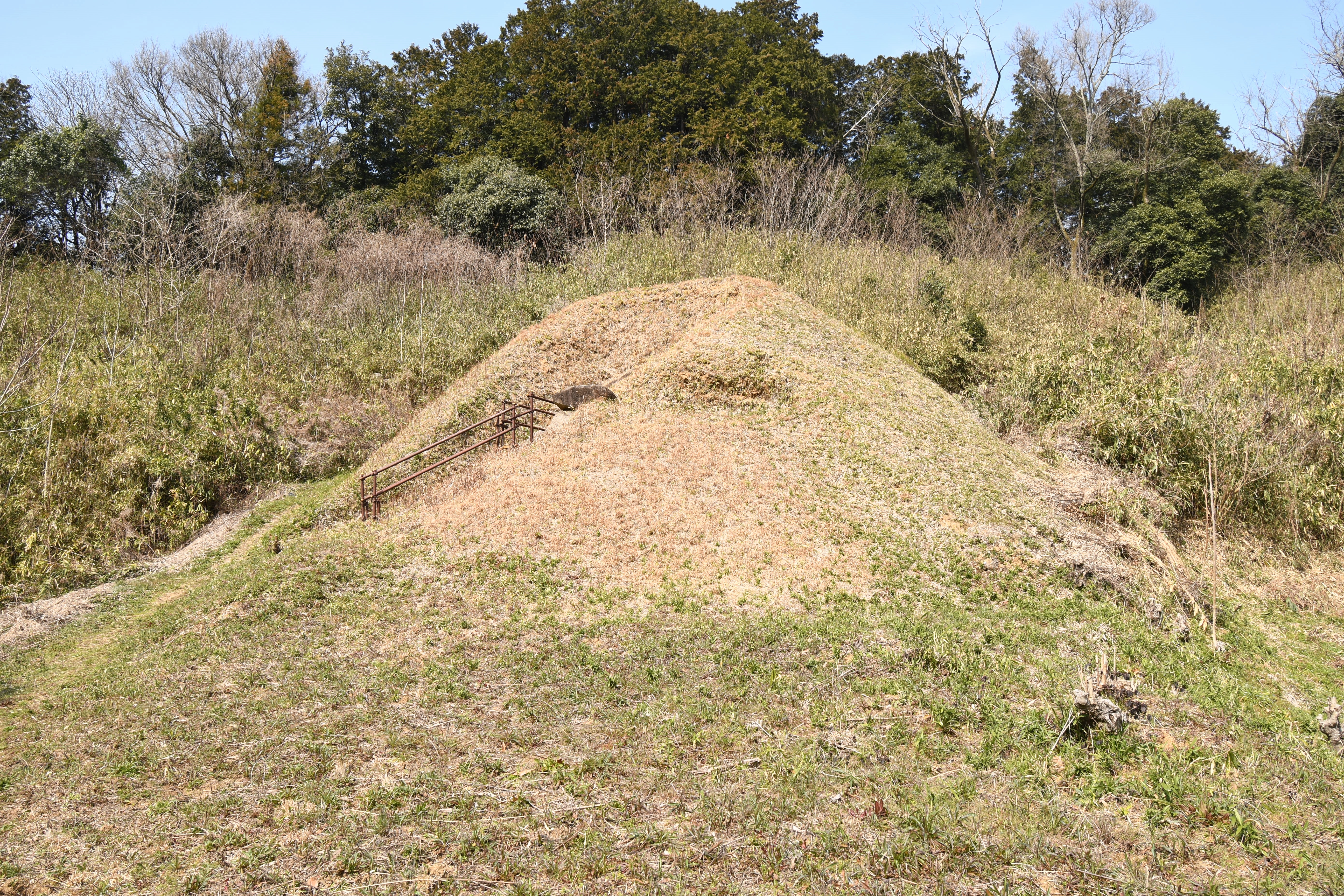
墳丘

## 文化財

### 国の史跡
- 寺崎白壁塚古墳（史跡「与楽古墳群」のうち） - 2013年（平成25年）3月27日、与楽鑵子塚古墳・与楽カンジョ古墳・寺崎白壁塚古墳の3基を合わせて「与楽古墳群」として指定[1]。